# Günter Powalla
Günter Horst Powalla (* 27. Dezember 1919 in Altona (heute: Hamburg); † 4. Oktober 2019 in Hamburg) war ein deutscher Mäzen und  Unternehmer im Bereich Immobilien und Kreuzfahrten.

## Unternehmer
Powalla erlernte zunächst den Beruf eines Versicherungskaufmanns. 1937 wurde er zum Reichsarbeitsdienst eingezogen, aufgrund einer Augenerkrankung aber nicht zur Wehrmacht. Am 3. Oktober 1946 heiratete er die Fotografin Lieselotte Fock (1923–2009), die aus einer Hamburger Reederfamilie stammte. 
Von dem Erlös aus dem Verkauf einer Hafenschute, ein Hochzeitsgeschenk der Schwiegereltern, erwarb Powalla erste Trümmergrundstücke und bebaute diese mit Wohnhäusern. Später wurden weitere bebaute Grundstücke erworben, so dass die Grundstücksgesellschaft G. und L. Powalla entsteht, ein Wohnungsunternehmen mit rd. 3000 vermieteten Einheiten. Das Geschäftsmodell von Powalla war es, kleinere bezahlbare Wohnungen für die breite Masse der Bevölkerung zu bauen.
Im Jahr 1960 unternahm Powalla mit seiner Ehefrau eine erste Kreuzfahrt auf der Italia. Es schlossen sich eine Reihe von Reisen auf der Hanseatic an, und auch auf dem Nachfolgeschiff mit gleichem Namen wurden Reisen unternommen. Nachdem auch eine dritte Hanseatic außer Dienst gestellt worden war, erwarb Powalla im Jahr 1993 ein Kreuzfahrtschiff und ließ es am 23. März 1993 von Dagmar Berghoff auf den Namen Hanseatic taufen. Damit wurde er Eigner der vierten Hanseatic. Später erwarb Powalla zwei weitere Kreuzfahrtschiffe, die Minerva und die Silver Explorer.

## Mäzen

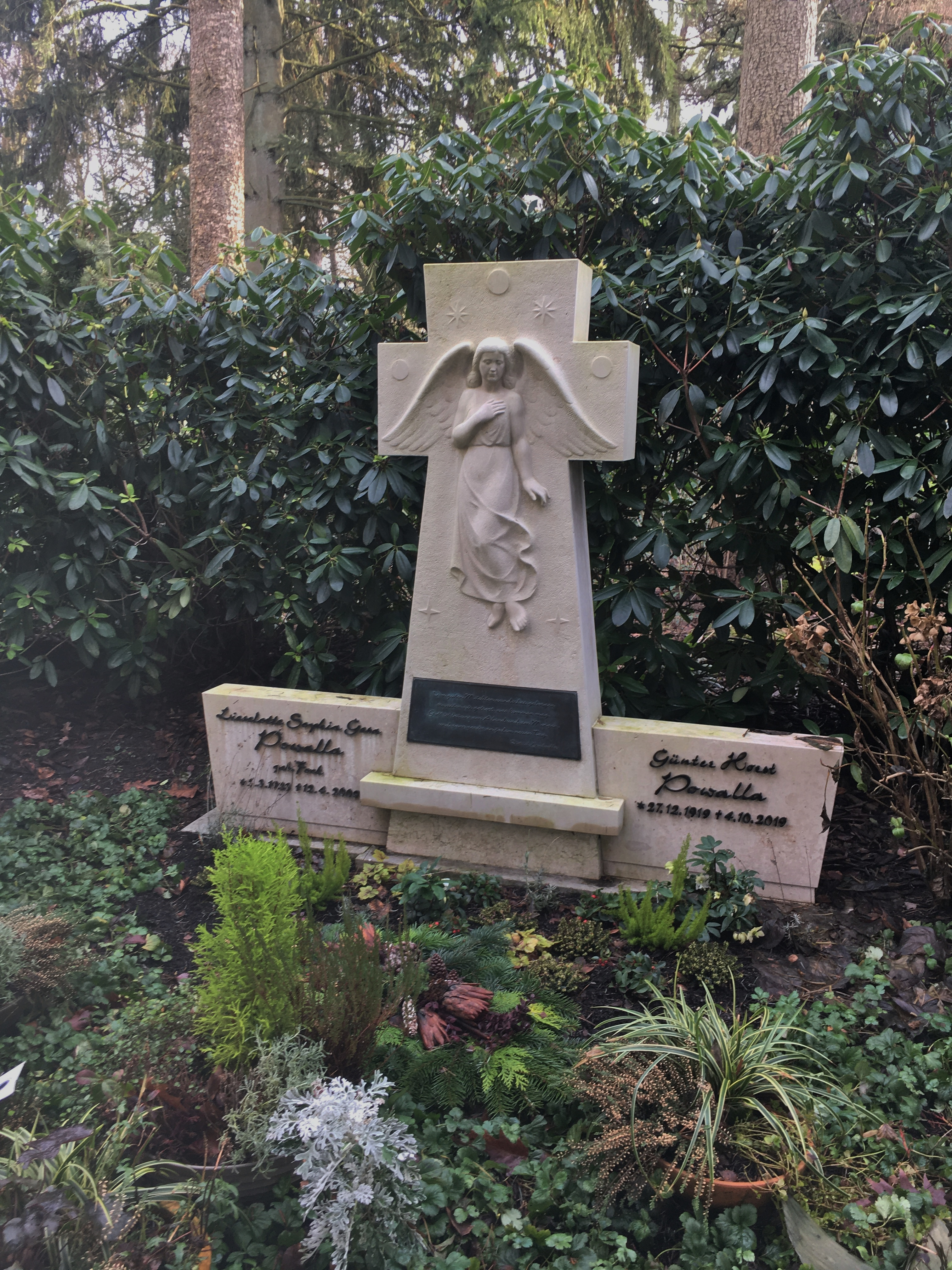
Grabstätte auf dem Friedhof Ohlsdorf

Gemeinsam mit seiner Ehefrau förderte Powalla zahlreiche kirchliche, soziale und kulturelle Projekte in Hamburg, Thüringen und in der Schweiz mit hohen Beträgen und gründete zu diesem Zweck vier Stiftungen.
Das erste gemeinnützige Projekt war im Jahr 1989 die Gründung der Günter und Lieselotte Powalla Stiftung, die sich der Altenhilfe widmet und eine Seniorenwohnanlage in Hamburg-Lokstedt betreibt. Im Bereich der Altenhilfe hat Powalla sodann durch Zuwendungen an gemeinnützige Einrichtungen eine Vielzahl von Projekten gefördert.
Des Weiteren hat Powalla über die 2006 gegründete G. und L. Powalla Bunny‘s Stiftung bei der Sanierung von Kirchen und Kircheneinbauten unterstützt, insbesondere die Hamburger Hauptkirchen St. Michaelis und St. Katharinen. Allein für den „Hamburger Michel“ hat Powalla für die Außen- und Innensanierung, für die Orgel und das Fernwerk sowie das noch im Bau befindliche Besucherzentrum Powalla-Forum über die von ihm gegründete Stiftung mehrere Mio. Euro aufgewendet.
Powallas Grabstätte befindet sich auf dem Friedhof Ohlsdorf. Sie liegt im Planquadrat R 10 südlich von Kapelle 1.

## Ehrungen
1997 erhielt das Ehepaar vom Hamburger Senat die Medaille für Treue Arbeit im Dienste des Volkes.
2009 erhielt er vom Hamburger Senat die Senator-Biermann-Ratjen-Medaille.